# Zanieczyszczenia biogenne
Zanieczyszczenia biogenne – rodzaj zanieczyszczeń. Są to pierwiastki i sole mineralne potrzebne do rozwoju żywych organizmów (biogeny). Do podstawowych biogenów zaliczane są związki azotu i fosforu. W ściekach miejskich zarówno nieoczyszczonych jak i biologicznie oczyszczonych znajdują się duże ilości tych zanieczyszczeń. Ścieki te odprowadzane do rzek i jezior zwiększają ich żyzność wzbogacając w substancje pokarmowe, powodując ich przedwczesne starzenie, czyli eutrofizację. Wynikiem eutrofizacji jest masowy rozwój glonów, które obumierając i ulegając rozkładowi powodują wtórne zanieczyszczenie wód do wystąpienia procesów gnicia włącznie.